# Olympische Sommerspiele 2008/Teilnehmer (Mikronesien)
| Gelbes Symbol für Goldmedaillen mit stilisierten Olympischen Ringen | Graues Symbol für Silbermedaillen mit stilisierten Olympischen Ringen | Braundes Symbol für Bronzemedaillen mit stilisierten Olympischen Ringen |
| ------------------------------------------------------------------- | --------------------------------------------------------------------- | ----------------------------------------------------------------------- |
| —                                                                   | —                                                                     | —                                                                       |

Mikronesien nahm im Jahr 2008 nach 2000 und 2004 insgesamt zum 3. Mal an Olympischen Spielen teil. Bei den Olympischen Sommerspielen 2008 in Peking wurde Mikronesien von fünf Athleten vertreten.

## Teilnehmer nach Sportarten

### Gewichtheben
- Manuel Minginfel
Männer, Klasse bis 62 kg

### Leichtathletik
| Disziplin        | Männer      | Frauen       |
| ---------------- | ----------- | ------------ |
| 100 Meter Sprint | Jack Howard | Maria Ikelap |

### Schwimmen
| Disziplin         | Männer        | Frauen       |
| ----------------- | ------------- | ------------ |
| 50 Meter Freistil | Kerson Hadley | Debra Daniel |